# Fargo Force
Fargo Force är ett amerikanskt juniorishockeylag som spelar i United States Hockey League (USHL) sedan 2008 när laget grundades. De spelar sina hemmamatcher i Scheels Arena, som har en publikkapacitet på 5 000 åskådare vid ishockeyarrangemang, i Fargo i North Dakota. Force har inte vunnit någon av Anderson Cup, som delas ut till det lag som vinner USHL:s grundserie, eller Clark Cup, som delas ut till det lag som vinner USHL:s slutspel.
De har fostrat spelare som Jonny Brodzinski, Christian Folin, Alex Iafallo, Tanner Kero, Zane McIntyre, Dominic Toninato och Luke Witkowski.